# Bilska Volea, Volodîmîreț
Bilska Volea (în ucraineană Більська Воля) este localitatea de reședință a comunei Bilska Volea din raionul Volodîmîreț, regiunea Rivne, Ucraina.

## Demografie
Componența lingvistică a localității Bilska Volea
     Ucraineană (99,14%)
     Alte limbi (0,86%)
Conform recensământului din 2001, majoritatea populației localității Bilska Volea era vorbitoare de ucraineană (99,14%), existând în minoritate și vorbitori de alte limbi.